# Dampfbahn Furka-Bergstrecke

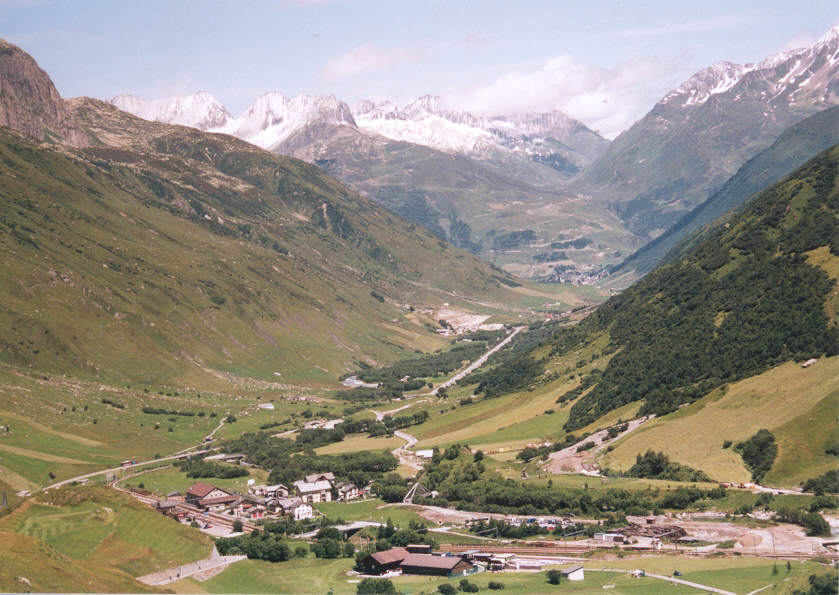
De Furkapasweg door het Urserental met op de voorgrond de treinstations van de MGB en de DFB.

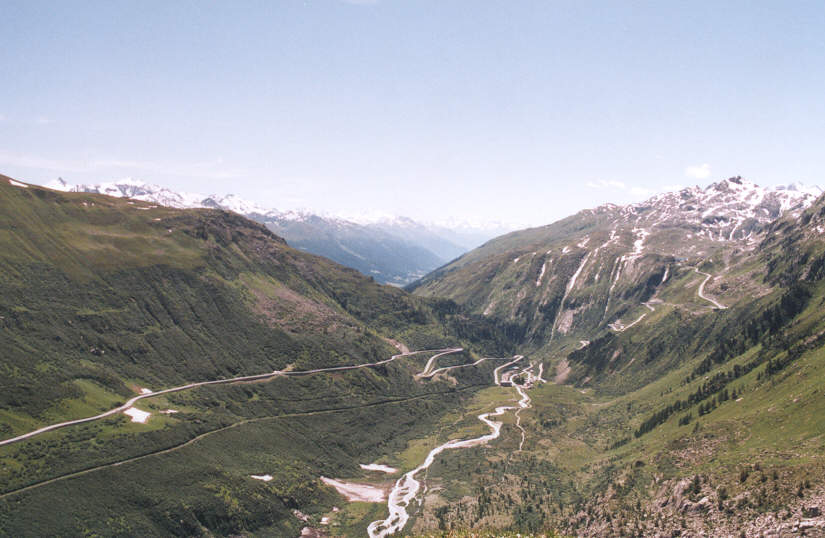
DFB spoorlijn ligt parallel aan de Furkapasweg.

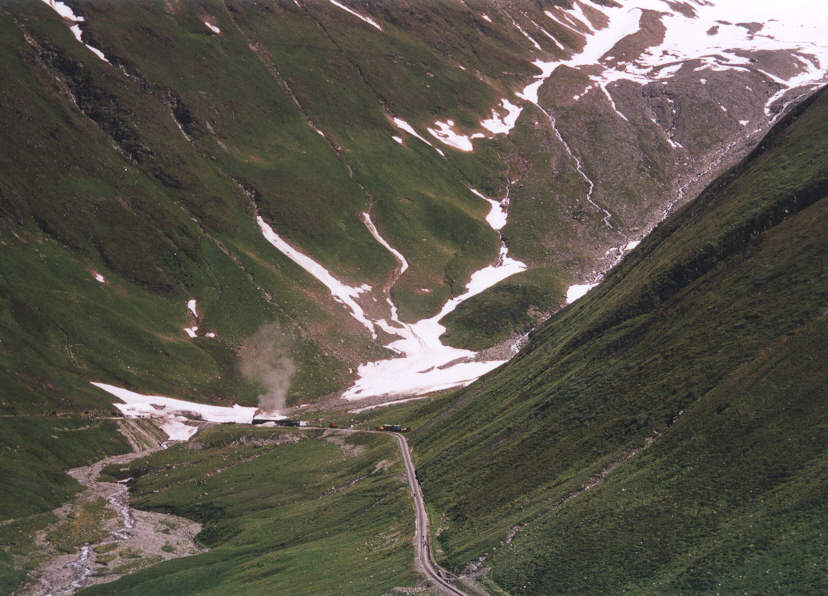
De stoomtrein staat bij station Muttbach klaar om door de Furka Scheiteltunnel naar Realp te vertrekken.

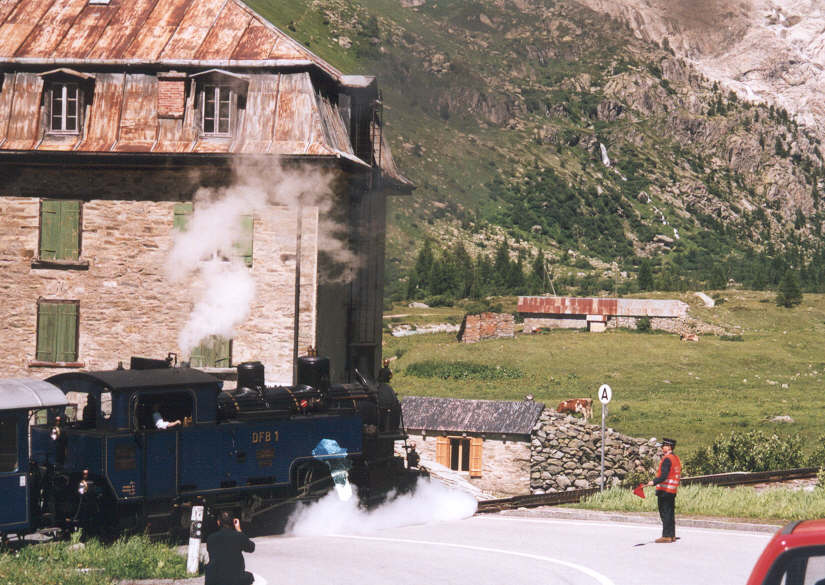
De stoomtrein vertrekt uit Gletsch richting Realp.

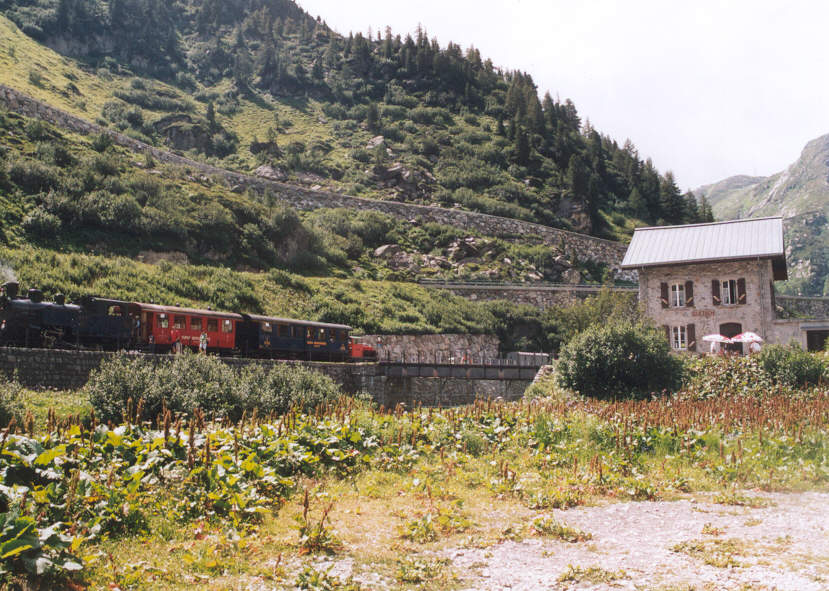
DFB loc nr. 1 staat, naast het stationsgebouw, klaar voor vertrek op het perron van station Gletsch.

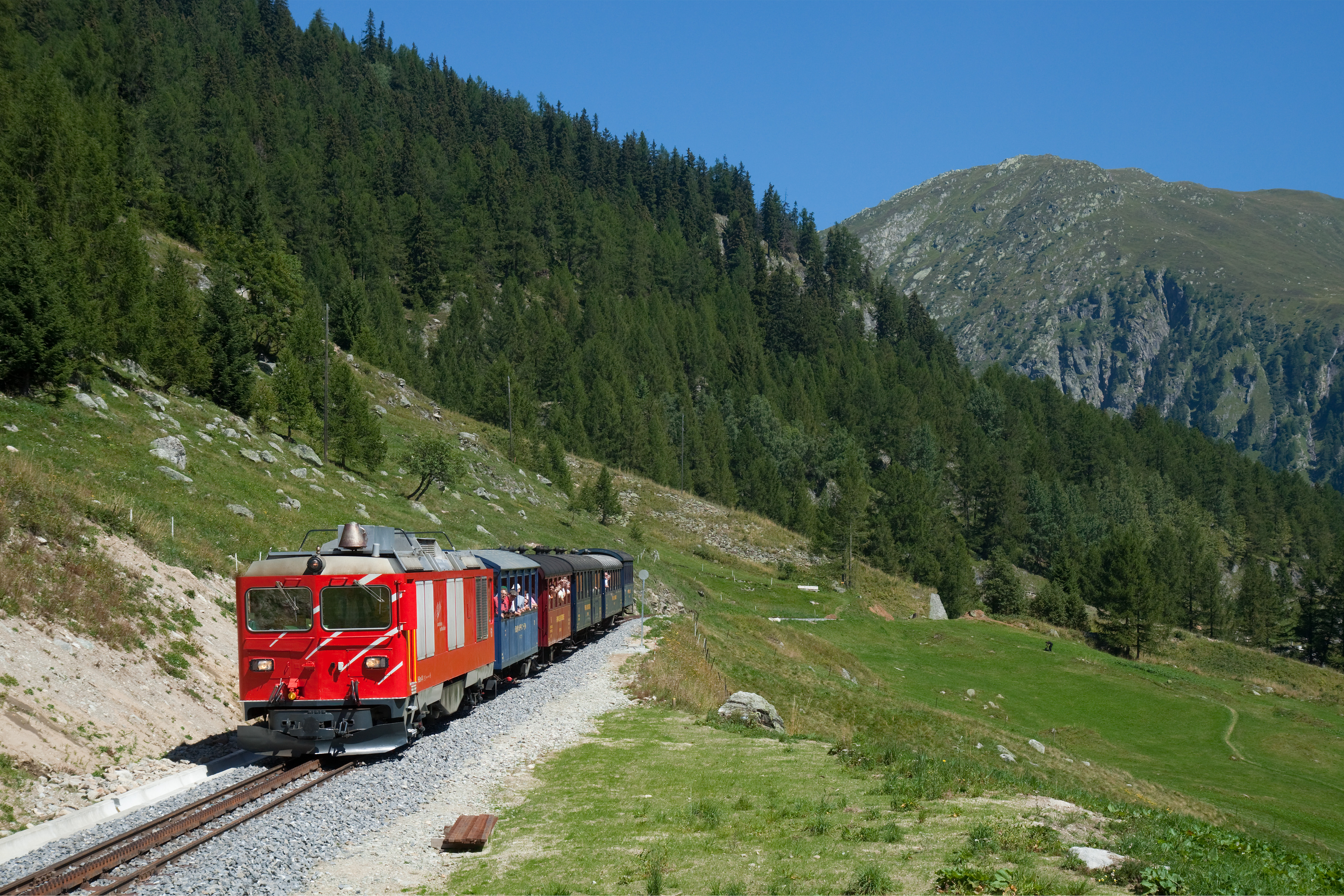
MGB HGm 4/4 bij Oberwald.

De Dampfbahn Furka-Bergstrecke (DFB) is een historische spoorlijn in Zwitserland tussen Realp en Gletsch. Hij maakte ooit deel uit van de Furka-Oberalp-Bahn (FO). Op 11 oktober 1981 reed hier de laatste FO-trein. Sinds 1982 maken de reguliere treinen gebruik van de Furkabasistunnel. Sinds oktober 1989 is de vereniging Dampfbahn Furka-Bergstrecke in het bezit van een stoomlocomotief en wordt er met stoom over de Furka-Bergstrecke gereden.

## Glacier Express
De Glacier Express reed tot 1981 over de Furkapas. Sinds de opening van de Furkabasistunnel van 15,4 km lang in juni 1982 gaat deze trein door de tunnel. Het fraaie uitzicht op de Rhônegletsjer ging hiermee verloren voor de reizigers van deze trein. 
Het exploiteren van deze lijn is een kostbare zaak, maar het bergtraject blijkt geliefd. Er werd in 1982 een 'Kundgebung' ingesteld met als doel dit traject niet op te geven. Dit resulteerde in de oprichting van de Verein Furka-Berkstrecke in Bern op 3 december 1983 om het traject te redden.
In 1985 werd de Dampfbahn Furka-Bergstrecke opgericht. Gelijktijdig beginnen de renovatiewerkzaamheden bij station Gletsch, zodat aldaar een informatiecentrum kan worden ingericht. Het jaar daarop werd begonnen om de ingestorte portalen van de Senntum-Stafel-Tunnel even boven Realp te herstellen.
De Dampfbahn Furka-Bergstrecke maakt gebruik van het tandradsysteem Abt. Abt is een systeem voor tandradspoorwegen, ontwikkeld door de Zwitserse ingenieur Carl Roman Abt (1850-1933).

## De eerste activiteiten
In 1987 wordt het paradepaardje van de vereniging de HGm 2/2 op het bergtraject voor het eerst ingezet. Op 16 oktober van dat jaar wordt de Steffenbachbrücke bereikt. Door de schooljeugd van de stad Chur wordt in 1988 de locomotief "Weisshorn" aan de vereniging geschonken, zodat deze aan een nieuw leven kan gaan beginnen. Op 24 juni 1988 is de Steffenbachbrücke na een onderbreking van 7 jaren weer hersteld. Tevens worden er oude ex-FO-stoomlocomotieven in Vietnam gevonden.
De Rhätische Bahn schenkt in 1989 de draaischijf van Pontresina die nodig is in Realp. In de sectie Bern wordt nu begonnen met het reviseren van het materieel. De eerste proefritten met de locomotief "Weisshorn" worden gemaakt. Tegelijkertijd start in Realp de bouw van een remise. Militairen helpen bij de herbouw van het spoor tot Realp.

## Locomotieven van de FO-Bahn uit Vietnam
Terwijl in 1990 al is begonnen om de locomotieven die in Vietnam verbleven terug naar Zwitserland te krijgen, kwam het traject Realp – Tiefenbach in 1991 klaar. Er werd met de "Weisshorn" en twee wagens gereden. Op 11 juli 1992 wordt het eerste personenrijtuig in gebruik genomen. Op 27 maart 1993 wordt de eerste ex-FO stoomloc aan DFB overgedragen. Op 30 juli 1993 wordt voor het eerst Station Furka bereikt. Ook werd een tweede stoomlocomotief in gebruik genomen.
Intussen zijn alle stoomlocomotieven die zich in Vietnam bevonden weer terug op Zwitserse bodem, na een afwezigheid van meer dan 45 jaar. Het gaat om de locomotieven 1, 2, 8 en 9. In de herfst van 1990 arriveerden ze, samen met nog twee Vierkuppler. Nog steeds is men bezig met het verwerven van nieuw oud materieel.
Opnieuw dankzij de inzet van militairen kan het traject bij de Wilerbrücke in 1994 vernieuwd worden. Intussen beschikt de DFB over 9 rijtuigen en er kan ook al eerste klas gereisd worden. Men begint in 1995 met de herstelwerkzaamheden in de Furka Scheiteltunnel. De voorbereidingen tot ingebruikname van het verdere traject in Wallis worden ondernomen.

## Mijlpalen
In 1997 worden verschillende mijlpalen bereikt. Op 12 juni wordt het nieuwe instapperron op station Realp in gebruik genomen. Op 5 september wordt de spoorwegovergang Muttbach gereed gemaakt door het sluiten van de sporen. Tot slot krijgt men op 28 oktober de HG 3/4 nr. 4 te leen.
Op 4 september 1999 was het voor dieselloc HGm 51 voor het eerst mogelijk om vanuit Gletsch tot aan de "Notbrücke" door te rijden. Hiervoor moesten de staalelementen van de noodbrug die op de rails lagen worden verwijderd. Dit was mogelijk doordat er op dat moment hiervoor een kraan beschikbaar was.
De volgende zomer werden door vrijwilligers van de verschillende afdelingen van de DFB verschillende werkzaamheden aan het traject uitgevoerd. Zo werd het traject Muttbach – Gletsch opnieuw van steenslag voorzien. Meer dan 500 ton steenslag werden met stoomloc HG 3/4 nr. 1 en een speciale "Schotterwagen" aangevoerd. Bij de spoorwegovergang Muttbach aan de Furkapasweg ontstond reeds lang voor de aankomst van de stoomloc een file op de pasweg. Iedereen wilde deze onverwachte ontmoeting met de stoomloc niet missen.

## De bouw vordert gestaag
Eerder ergerden weggebruikers zich aan de files bij de overweg Muttbach. Het kon lang duren eer de trein vanuit Gletsch richting Furkapashoogte de overweg gepasseerd was. Daarnaast hinderen loslopende koeien een vlotte doorstroming van het verkeer.
In 1999 is de bouw van de sporen voor het station Muttbach is bijna voltooid. De wissels zijn gemonteerd en tussen het station en de Scheiteltunnel werden de rails vervangen. Dit gebeurde over een lengte van 200 meter vanaf de tunnelingang richting Furka. Ook het station in Gletsch vordert met rasse schreden. Ook hier konden diverse wissels reeds gemonteerd worden.
In het voorjaar 2000 had de DFB veel mankracht nodig om de spoorlijn in gereedheid te brengen. Met het geluk van een geringe sneeuwmassa en het vroege voorjaar lukte het vroeg te beginnen met de werkzaamheden op de tot 2160 m hoogte gelegen spoorlijn. Aan de Walliserzijde van de Furka-Scheiteltunnel werd een aansluiting met de pasweg in gereedheid gebracht. Hierna kon een gespecialiseerd bedrijf de laatste saneringswerkzaamheden aan de tunnel uitvoeren.
Ook liet men zich niet ontmoedigen door de uitval van dieselloc HGm 51 die voor langere tijd buiten dienst zou zijn. Hij werd vervangen door de inzet van stoomloc HG 2/3 nr. 6 "Weisshorn".

## De laatste werkzaamheden voor de heropening
Eind juni 2000 moesten nog eerst de sporen vernieuwd worden tussen de overweg Muttbach en station Muttbach. Dit 200 m lange spoor droeg nog de kenmerken van het jaar van de opening van de BFD, 1914. Een grote groep enthousiaste mensen wisselde de sporen in twee dagen om voor nieuw materiaal.
Na een omvangrijke revisie kon de loc HG 3/4 nr. 1 op 5 juli voor het eerst weer onder stoom gebracht worden. Ze nam het vervoer van belangrijke materialen aan de Waliserzijde voor haar rekening. Loc HG 3/4 nr. 9 kon helaas niet op tijd gereed gemaakt worden.
Controle door de experts van het Bundesamt fùr Verkehr viel zeer positief uit. Men was verbaasd over de goede toestand van de gepresenteerde sporen en rollend materieel. Nadat er uitvoerig getest was kreeg de DFB op 12 juli groen licht voor de exploitatie van de bergbaan.

## Opening Gletsch – Realp
Onder luid gefluit bereikte op 14 juli 2000 de eerste stoomtrein vanuit Realp het hotelplaatsje Gletsch. Bijna 20 jaar nadat de baan stil was gelegd, ging hiermee een grote wens van vele spoorwegliefhebbers in vervulling. Ruim 12,9 km van de 17,7 km lange spoorlijn van Realp naar Oberwald was weer in gebruik genomen voor ritten met nostalgisch materieel.
De week na de opening reden uitsluitend gereserveerde treinen van de DFB. Daarna ging de dienstregeling in die de rest van de zomer gold. De opening werd verstoord door het slechte weer waardoor een aantal festiviteiten niet plaats kon vinden. Desondanks werd volop genoten van de feestelijkheden rond de opening van het traject. 
In 2000 was de stoomtrein op 59 dagen actief tussen de officiële opening op 14 juli en de seizoensafsluiting op 8 oktober. Er werden 198 stoomritten gereden en men vervoerde 25.904 reizigers over het 12,9 km lange traject. Per rit waren de 165 zitplaatsen meestal volledig bezet. Tot slot werd loc 1 in november voor een ketelrevisie naar de DFB werkplaats in Chur gebracht.
Midden oktober zorgde zware regenval en onweer voor aanmerkelijke schade aan de spoorlijn van de DFB. De funderingen van de spoorlijn moesten hersteld worden. Een lawine van modder sloeg een deel van de toegangsweg naar station Muttbach weg. De totale schade zou oplopen tot circa 250.000 CHF. En ondanks de grote sneeuwval die winter slaagden de arbeiders erin de spoorlijn op tijd weer in gereedheid te brengen voor het nieuwe zomerseizoen.

## Opening traject Gletsch - Oberwald
De opening van het laatste deeltracé richting Oberwald vond plaats op 12 augustus 2010. Na bijna 30 jaar is het weer mogelijk om een doorgaande treinverbinding aan te bieden van Oberwald tot Realp. Het tracé tussen Gletsch en Oberwald is daarnaast spectaculair te noemen aangezien het spoor dwars door een bosgebied heen loopt en naast een aantal viaducten ook van een keertunnel gebruikmaakt.
Om hinder van de tandstaaf te beperken werd de overweg Furkastrasse te Oberwald voorzien van een tandstaaf die in het wegdek verdwijnt voordat de slagbomen van de overweg omhoog gaan.

## Historische feiten en data
- 21 juli 1907 – Concessie voor het tracé Brig – Gletsch.
- 8 oktober 1908 – Concessie voor het tracé Gletsch – Disentis.
- 27 mei 1910 – Oprichting van de Furka-Bahngesellschaft (BFD) in Lausanne.
- 22 juni 1911 – Begin van de bouw van de BFD spoorlijn, eerste spade in Naters.
- 30 juni 1914 – Opening van het tracé Brig – Gletsch met stoomtractie.
- 25 september 1915 – Doorsteek van de Furka-Scheiteltunnel (Muttbach – Furka).
- 16 mei 1916 – Lawines vernielen de Steffenbachbrücke.
- 2 december 1923 – Faillissement van de Furka-Bahngesellschaft (BFD).
- 17 april 1925 – Oprichting van de Furka-Oberalp-Bahn (FO) in Brig.
- Zomer 1925 – Reconstructie van het tracé Gletsch – Andermatt – Disentis.
- 21 juni 1925 – Eerste proefrit van Gletsch naar Muttbach.
- 25 augustus 1925 – Ingebruikname van de nieuwe Steffenbach-Klappbrücke.
- 18 oktober 1925 – Eerste proefrit van Brig naar Disentis aan een stuk doorgereden.
- 3 juli 1926 – Opening Brig – Andermatt – Disentis onder stoom.
- 22 juni 1930 – Eerste rit van de Glacier Express Zermatt – St. Moritz.
- 1 september 1942 – Feest ter ere van de elektrificatie van het tracé Brig – Disentis.
- Voorjaar 1947 – Verzending van de stoomlocs HG 3/4 naar Vietnam.
- 10 mei 1955 – Instorting van de Wilerbrücke door pijlerbreuk.
- 8 september 1955 – Herbouw Wilerbrücke beëindigd.
- 15 mei 1965 – Lawine beschadigt stoomloc HG 3/4 nr. 10 boven Gletsch.
- 9 juni 1968 – Laatste officiële stoomrit van Brig naar Disentis.
- 1 oktober 1973 – Bouwbegin van de Furkabasistunnel in Oberwald en Realp.
- 2 april 1981 – Doorsteek van de Furkabasistunnel gevierd op 30 april 1981.
- 11 oktober 1981 – Laatste FO-trein rijdt over het tracé van de Furka-Bergstrecke.
- 25 juni 1982 – Openingsfeest van de Furkabasistunnel.
- 26 juni 1982 – Begin van de dienstregeling door de Furkabasistunnel.
- 25 augustus 1987 – Overweldigende hoogwaterschade voor de FO-Bahn in de Schöllenenschlucht en op de Furka-Bergstrecke (schade minstens 40 miljoen CHF).
- 20 oktober 1989 – Heringebruikname van de DFB-stoomloc HG 2/3 nr. 6 "Weisshorn" ingezet vanaf mei 1991.
- 22 maart 1990 – Concessie verleend aan de Dampfbahn Furka Bergstrecke (DFB).
- 31 oktober 1990 – Voormalige FO-stoomlocs arriveren vanuit Vietnam in Hamburg.
- 11 juli 1992 – Start van de dienst op Realp – Tiefenbach.
- 22 september 1992 – Stoomloc HG 3/4 nr. 1 arriveert in Raw Meiningen (BRD).
- 10 juli 1993 – Doop van de stoomloc HG 3/4 nr. 1 tot "Furkahorn".
- 30 juli 1993 – Start van de dienst op Tiefenbach – Furka.
- 17 september 1993 – Doop van de stoomloc HG 3/4 nr. 2 tot "Gletschhorn".
- 24 september 1993 – Hoogwater op de DFB sporen; schade circa 600.000 CHF.
- 12 juni 1997 – Nieuw gebouwd perron station Realp DFB wordt geopend.
- 5 september 1997 – Sluiten van de sporen bij de overweg bij Muttbach.
- 28 oktober 1997 – FO-stoomloc HG 3/4 nr. 4 wordt uitgeleend aan de DFB.
- 30 juli 1998 – De eerste diesel-bouwtrein rijdt van Realp naar Gletsch.
- Winter 1998/99 – Extreme sneeuwval en lawines, echter zonder extreme schaden.
- 30 september 1999 – Eerste officiële stoomtrein bereikt Gletsch vanuit Realp.
- 9 november 1999 – Ingebruikname van de verbindingswissel FO/DFB in Realp.
- 14 juli 2000 – Opening tracé Furka – Muttbach – Gletsch.
- 24 juli 2000 – Ingebruikneming van de dienstregeling Realp – Gletsch.
- 14 oktober 2000 – Hoogwater en aardverschuivingen richten schade aan voor circa 250.000 CHF.
- 23 juni 2001 – Loc HG 3/4 nr. 1 te gast bij Alp Transit in Sedrun; speciale ritten op de aanrijdroute Tscheppa – Las Rueras.
- 3 juli 2001 – Speciale ritten voor het jubileum 75 jaar Furka-Oberalp-Bahn en 75 jaar spoorwegbedrijf over de Furkapas; eerste directe stoomtrein van Andermatt naar Gletsch.
- 8 juli 2001 – Voor het eerst rijden alle drie de stoomtreinen op de Furka met personentreinen.
- 6 en 7 juli 2002 – Jubileum 100 jaar loc HG 2/3 nr. 6 "Weisshorn".
- juni 2006 – Geplande ingebruikname van het DFB-tracé Gletsch – Oberwald. Dit werd niet gerealiseerd.
- Zomer 2009 – Mogelijke ingebruikname van het DFB-tracé Gletsch – Oberwald.
- 12 augustus 2010 – Ingebruikname van het DFB-tracé Gletsch – Oberwald.
- 4 september 2012 – Doorgaande trein bestaande uit museummateriaal onder de naam "Swiss Alps Classic Express" tussen St. Moritz over de Albulastrecke, Oberalppass und Furka-Bergstrecke naar Zermatt.